# 段屈云
段屈云（?—?），段部鲜卑首领段辽的从弟。337年六月，段辽派遣扬威将军段屈云率精骑，乘夜偷袭慕容皝之子慕容遵驻守的兴国城，被慕容遵击败。338年，段辽派段屈云攻打后赵幽州，幽州刺史李孟退保易京。